# UCI Women's WorldTour 2023
L'UCI Women's WorldTour 2023 fou la vuitena edició de la competició femenina de ciclisme de carretera més important a nivell mundial.
El calendari es compongué de 27 curses, essent-ne la primera la Santos Women's Tour, celebrada a Austràlia el 15 de gener, i la darrera el Tour de Guangxi, celebrat a la Xina el 17 d'octubre.
Demi Vollering (SD Worx) fou la vencedora de la classificació individual general gràcies a la seva victòria al Tour i al domini aclaparador de les clàssiques de primavera. En total, la neerlandesa va aconseguir set triomfs a la màxima categoria, a més de nombroses victòries d'etapa.
La seva compatriota Annemiek van Vleuten (Movistar) quedà subcampiona després d'imposar-se a la Vuelta, el Giro i el Tour d'Escandinàvia i la belga Lotte Kopecky (SD Worx), guanyadora de tres proves i diverses etapes, tancà el podi.
La neerlandesa Shirin van Anrooij (Lidl-Trek) va revalidar el triomf a la categoria sub-23 i l'SD Worx el de la classificació per equips, aconseguint el setè triomf en vuit temporades. Hi hagué 5 ciclistes que lideraren el circuit i setze que aconseguiren victòries.

## Equips
Per a la temporada 2023 els equips UCI Team Femení són 15, un més que la temporada anterior i el topall màxim d'equips que marca l'UCI. El nou equip fou el belga Fenix-Deceuninck.
| UCI Women's WorldTeams (15)- Canyon-SRAM Racing - EF Education-TIBCO-SVB - FDJ-Suez - Fenix-Deceuninck - Human Powered Health - Israel-Premier Tech Roland - Liv Racing TeqFind - Movistar Team - Team DSM - Team Jayco AlUla - Team Jumbo-Visma - SD Worx - Trek-Segafredo - UAE Team ADQ - Uno-X Pro Cycling Team |
| |

## Competicions
Les principals novetats de la temporada foren: la incorporació de l'UAE Tour, l'Omloop Het Nieuwsblad, la Volta a Suïssa; el retorn a la llista de la Santos Women's Tour, la Cadel Evans Great Ocean Road Race, el Tour de Chongming Island i el Tour de Guangxi. La Vuelta patí un canvi de dates al maig i s'amplià a set etapes. Les dues curses de l'Open de Suède Vårgårda TTT quedaren suspeses per falta de pressupost.
| 15 – 17 de gener         | 1  | Women's Tour Down Under                  | Grace Brown          | Amanda Spratt         | Georgia Williams      | Grace Brown    |
| 28 de gen                | 2  | Cadel Evans Great Ocean Road Race Women  | Loes Adegeest        | Amanda Spratt         | Nina Buysman          | Amanda Spratt  |
| 9 – 12 de febrer         | 3  | UAE Tour femení                          | Elisa Longo Borghini | Gaia Realini          | Silvia Persico        | Amanda Spratt  |
| 25 de feb                | 4  | Omloop Het Nieuwsblad femení             | Lotte Kopecky        | Lorena Wiebes         | Marta Bastianelli     | Amanda Spratt  |
| 4 de març                | 5  | Strade Bianche Donne                     | Demi Vollering       | Lotte Kopecky         | Cecilie Uttrup Ludwig | Amanda Spratt  |
| 11 de març               | 6  | Tour de Drenthe femení                   | Lorena Wiebes        | Susanne Andersen      | Maike van der Duin    | Lorena Wiebes  |
| 19 de març               | 7  | Trofeu Alfredo Binda-Comune di Cittiglio | Shirin van Anrooij   | Elisa Balsamo         | Vittoria Guazzini     | Lorena Wiebes  |
| 23 de març               | 8  | Clàssica Bruges-De Panne femenina        | Pfeiffer Georgi      | Elisa Balsamo         | Lorena Wiebes         | Lorena Wiebes  |
| 26 de març               | 9  | Gant-Wevelgem femenina                   | Marlen Reusser       | Megan Jastrab         | Maike van der Duin    | Lorena Wiebes  |
| 2 de abr                 | 10 | Tour de Flandes femení                   | Lotte Kopecky        | Demi Vollering        | Elisa Longo Borghini  | Lorena Wiebes  |
| 8 de abr                 | 11 | Paris-Roubaix Femmes                     | Alison Jackson       | Katia Ragusa          | Marthe Truyen         | Lotte Kopecky  |
| 16 de abr                | 12 | Amstel Gold Race femenina                | Demi Vollering       | Lotte Kopecky         | Shirin van Anrooij    | Lotte Kopecky  |
| 19 de abr                | 13 | Fletxa Valona femenina                   | Demi Vollering       | Liane Lippert         | Gaia Realini          | Demi Vollering |
| 23 de abr                | 14 | Lieja-Bastogne-Lieja femenina            | Demi Vollering       | Elisa Longo Borghini  | Marlen Reusser        | Demi Vollering |
| 1 – 7 de maig            | 15 | La Vuelta Femenina                       | Annemiek van Vleuten | Demi Vollering        | Gaia Realini          | Demi Vollering |
| 12 – 14 de maig          | 16 | Itzulia Women                            | Marlen Reusser       | Demi Vollering        | Katarzyna Niewiadoma  | Demi Vollering |
| 18 – 21 de maig          | 17 | Volta a Burgos femenina                  | Demi Vollering       | Shirin van Anrooij    | Ashleigh Moolman      | Demi Vollering |
| 26 – 28 de maig          | 18 | RideLondon Classique                     | Charlotte Kool       | Chloé Dygert          | Lizzie Deignan        | Demi Vollering |
| 6 – 11 de juny           | 19 | Volta a la Gran Bretanya femenina        | suspesa              |                       |                       |                |
| 17 – 20 de juny          | 20 | Volta a Suïssa femenina                  | Marlen Reusser       | Demi Vollering        | Elisa Longo Borghini  | Demi Vollering |
| 30 de juny – 9 de juliol | 21 | Giro d'Itàlia femení                     | Annemiek van Vleuten | Juliette Labous       | Gaia Realini          | Demi Vollering |
| 23 – 30 de juliol        | 22 | Tour de França femení                    | Demi Vollering       | Lotte Kopecky         | Katarzyna Niewiadoma  | Demi Vollering |
| 19 de ago                | 23 | Open de Suède Vårgårda CRE               | suspesa              |                       |                       |                |
| 20 de ago                | 24 | Open de Suède Vårgårda CL                | suspesa              |                       |                       |                |
| 23 – 27 de agost         | 25 | Tour d'Escandinàvia                      | Annemiek van Vleuten | Cecilie Uttrup Ludwig | Amber Kraak           | Demi Vollering |
| 2 de set                 | 26 | Gran Premi de Plouay Bretagne            | Mischa Bredewold     | Marta Lach            | Sofia Bertizzolo      | Demi Vollering |
| 5 – 10 de setembre       | 27 | Simac Ladies Tour                        | Lotte Kopecky        | Lorena Wiebes         | Anna Henderson        | Demi Vollering |
| 15 – 17 de setembre      | 28 | Tour de Romandia femení                  | Demi Vollering       | Katarzyna Niewiadoma  | Marlen Reusser        | Demi Vollering |
| 12 – 14 de octubre       | 29 | Tour de l'illa de Chongming              | Chiara Consonni      | Mylene de Zoete       | Daria Pikulik         | Demi Vollering |
| 17 de oct                | 30 | Tour de Guangxi femení                   | Daria Pikulik        | Chiara Consonni       | Mia Griffin           | Demi Vollering |

## Puntuació
Totes les competicions donen punts per al rànquing UCI World Femení seguint el mateix barem, tot i que les curses per etapes (2.WWT) també atorguen punts addicionals a les 10 primeres classificades de cada etapa i a la ciclista que vesteix el mallot de la classificació general.
| Posició               | 1a  | 2a  | 3a  | 4a  | 5a  | 6a  | 7a  | 8a  | 9a | 10a | 11a | 12a | 13a | 14a | 15a | 16a - 20a | 21a - 30a | 31a - 40a |
| Classificació general | 400 | 320 | 260 | 220 | 180 | 140 | 120 | 100 | 80 | 68  | 56  | 48  | 40  | 32  | 28  | 24        | 16        | 8         |
| Per etapa             | 50  | 40  | 30  | 25  | 20  | 18  | 15  | 10  | 8  | 6   |     |     |     |     |     |           |           |           |
| Líder                 | 8   |     |     |     |     |     |     |     |    |     |     |     |     |     |     |           |           |           |
| Millor jove           | 6   | 4   | 2   |     |     |     |     |     |    |     |     |     |     |     |     |           |           |           |

## Classificacions
Aquestes són les classificacions: Nota: veure Barems de puntuació

### Classificació individual
| Classificació per punts | Classificació per punts | Classificació per punts | Classificació per punts | Classificació per punts |
| Ciclista                | Ciclista                | Equip                   | Punts                   |                         |
| ----------------------- | ----------------------- | ----------------------- | ----------------------- | ----------------------- |
| 1r                      | Demi Vollering          | SD Worx                 | 4891.86 pts             |                         |
| 2n                      | Annemiek van Vleuten    | Movistar Team           | 2790.57 pts             |                         |
| 3r                      | Lotte Kopecky           | SD Worx                 | 2735 pts                |                         |
| 4t                      | Marlen Reusser          | SD Worx                 | 2512.86 pts             |                         |
| 5è                      | Katarzyna Niewiadoma    | Canyon-SRAM Racing      | 2284.71 pts             |                         |
| 6è                      | Lorena Wiebes           | SD Worx                 | 2212 pts                |                         |
| 7è                      | Elisa Longo Borghini    | Trek-Segafredo          | 1601 pts                |                         |
| 8è                      | Gaia Realini            | Trek-Segafredo          | 1532.29 pts             |                         |
| 9è                      | Juliette Labous         | Team DSM                | 1526.14 pts             |                         |
| 10è                     | Silvia Persico          | UAE Team ADQ            | 1496.14 pts             |                         |

### Classificació per equips
Aquesta classificació es calcula sumant els punts de les corredores de cada equip o selecció en cada cursa. Els equips amb el mateix nombre de punts es classifiquen d'acord amb la seva corredora més ben classificada individualment.
| Classificació per equips | Classificació per equips | Classificació per equips | Classificació per equips |
| Equip                    | Equip                    | Punts                    |                          |
| ------------------------ | ------------------------ | ------------------------ | ------------------------ |
| 1r                       | SD Worx                  | 14331.02 pts             |                          |
| 2n                       | Canyon-SRAM Racing       | 8138.97 pts              |                          |
| 3r                       | Trek-Segafredo           | 7683.74 pts              |                          |
| 4t                       | UAE Team ADQ             | 5990.98 pts              |                          |
| 5è                       | Movistar Team            | 5639.99 pts              |                          |
| 6è                       | FDJ-Suez                 | 5463.99 pts              |                          |
| 7è                       | Team DSM                 | 5453.98 pts              |                          |
| 8è                       | Team Jumbo-Visma         | 4145.98 pts              |                          |
| 9è                       | Team Jayco AlUla         | 2419.01 pts              |                          |
| 10è                      | Fenix-Deceuninck         | 2329 pts                 |                          |

### Classificació sub-23
| Classificació de la millor jove | Classificació de la millor jove | Classificació de la millor jove | Classificació de la millor jove | Classificació de la millor jove |
| Ciclista                        | Ciclista                        | Equip                           | Punts                           |                                 |
| ------------------------------- | ------------------------------- | ------------------------------- | ------------------------------- | ------------------------------- |
| 1r                              | Shirin van Anrooij              | Trek-Segafredo                  | 38 pts                          |                                 |
| 2n                              | Gaia Realini                    | Trek-Segafredo                  | 36 pts                          |                                 |
| 3r                              | Maike van der Duin              | Canyon-SRAM Racing              | 22 pts                          |                                 |
| 4t                              | Eleonora Gasparrini             | UAE Team ADQ                    | 20 pts                          |                                 |
| 5è                              | Cédrine Kerbaol                 | Ceratizit-WNT Pro Cycling       | 20 pts                          |                                 |

## Evolució de les classificacions
| Cursa                                    | Classificació individual | Classificació per equips | Classificació sub-23 |
| ---------------------------------------- | ------------------------ | ------------------------ | -------------------- |
| Santos Women's Tour                      | Grace Brown              | FDJ-Suez                 | Henrietta Christie   |
| Cadel Evans Great Ocean Road Race        | Amanda Spratt            | FDJ-Suez                 | Henrietta Christie   |
| UAE Tour                                 | Amanda Spratt            | Trek-Segafredo           | Henrietta Christie   |
| Omloop Het Nieuwsblad                    | Amanda Spratt            | Trek-Segafredo           | Henrietta Christie   |
| Strade Bianche                           | Amanda Spratt            | SD Worx                  | Henrietta Christie   |
| Tour de Drenthe                          | Lorena Wiebes            | SD Worx                  | Maike van der Duin   |
| Trofeu Alfredo Binda-Comune di Cittiglio | Lorena Wiebes            | Trek-Segafredo           | Maike van der Duin   |
| Classic Bruges-De Panne                  | Lorena Wiebes            | Trek-Segafredo           | Maike van der Duin   |
| Gant-Wevelgem                            | Lorena Wiebes            | SD Worx                  | Maike van der Duin   |
| Tour de Flandes                          | Lorena Wiebes            | SD Worx                  | Maike van der Duin   |
| Paris-Roubaix                            | Lotte Kopecky            | SD Worx                  | Maike van der Duin   |
| Amstel Gold Race                         | Lotte Kopecky            | SD Worx                  | Maike van der Duin   |
| Fletxa Valona                            | Lotte Kopecky            | SD Worx                  | Shirin van Anrooij   |
| Lieja-Bastogne-Lieja                     | Demi Vollering           | SD Worx                  | Shirin van Anrooij   |
| La Vuelta                                | Demi Vollering           | SD Worx                  | Shirin van Anrooij   |
| Itzulia                                  | Demi Vollering           | SD Worx                  | Shirin van Anrooij   |
| Volta a Burgos                           | Demi Vollering           | SD Worx                  | Shirin van Anrooij   |
| RideLondon-Classique                     | Demi Vollering           | SD Worx                  | Shirin van Anrooij   |
| The Women's Tour                         | Demi Vollering           | SD Worx                  | Shirin van Anrooij   |
| Volta a Suïssa                           | Demi Vollering           | SD Worx                  | Shirin van Anrooij   |
| Giro d'Itàlia                            | Demi Vollering           | SD Worx                  | Shirin van Anrooij   |
| Tour de France                           | Demi Vollering           | SD Worx                  | Shirin van Anrooij   |
| Tour d'Escandinàvia                      | Demi Vollering           | SD Worx                  | Shirin van Anrooij   |
| Gran Premi de Plouay Bretagne            | Demi Vollering           | SD Worx                  | Shirin van Anrooij   |
| Holland Ladies Tour                      | Demi Vollering           | SD Worx                  | Shirin van Anrooij   |
| Tour de Romandia                         | Demi Vollering           | SD Worx                  | Shirin van Anrooij   |
| Tour de Chongming Island                 | Demi Vollering           | SD Worx                  | Shirin van Anrooij   |
| Tour de Guangxi                          | Demi Vollering           | SD Worx                  | Shirin van Anrooij   |
| Final                                    | Demi Vollering           | SD Worx                  | Shirin van Anrooij   |